# Balestrand
Balestrand is een voormalige gemeente in de Noorse provincie Sogn og Fjordane, aan de Sognefjord. De gemeente telde 1288 inwoners in januari 2017. De Esefjord mondt aan de oostkant van Balestrand uit in de Sognefjord. De voornaamste inkomstenbronnen waren landbouw en toerisme. Balestrand werd een populaire bestemming omdat kunstenaars als Hans Gude, Kjartan Lauritzen, Alfred Heaton Cooper, Hans Dahl en Johannes Flintoe er werkten. Hun schilderijen van het landschap rondom Balestrand inspireerden velen tot een bezoek
De gemeente werd op 1 januari 2020 opgeheven. De plaats Nessane werd opgenomen in de gemeente Høyanger, de rest ging op in de gemeente Sogndal.
|  |  |

## Plaatsen in de gemeente
- Balestrand
- Esebotn
- Farnes
- Menesegg (ook wel Menes)
- Nessane
- Sværafjorden
- Sæle
- Tjugum / Dragsviki
- Vetlefjord

Årdal · Askvoll · Aurland · Balestrand · Bremanger · Eid · Fjaler · Flora · Førde · Gaular · Gloppen · Gulen · Hornindal · Høyanger · Hyllestad · Jølster · Lærdal · Leikanger · Luster · Naustdal · Selje · Sogndal · Solund · Stryn · Vågsøy · Vik

Gemeenten in de provincie bij de opheffing op 1 januari 2020